# Lista planetelor minore: 99001–100000
| Nume                                            | Denumire provizorie                             | Data descoperirii                               | Locul descoperirii                              | Descoperitor(i)                                 |                                                 |                                                 |                                                 |                                                 |                                                 |                                                 |                                                 |                                                 |                                                 |                                                 |                                                 |                                                 |                                                 |                                                 |                                                 |                                                 |                                                 |                                                 |                                                 |                                                 |                                                 |                                                 |                                                 |                                                 |                                                 |                                                 |                                                 |                                                 |                                                 |                                                 |                                                 |                                                 |                                                 |                                                 |                                                 |                                                 |                                                 |                                                 |                                                 |                                                 |                                                   |                                                   |                                                   |                                                   |                                                   |
| 99001–99100 Lista planetelor minore/99001–99100 | 99001–99100 Lista planetelor minore/99001–99100 | 99001–99100 Lista planetelor minore/99001–99100 | 99001–99100 Lista planetelor minore/99001–99100 | 99001–99100 Lista planetelor minore/99001–99100 | 99101–99200 Lista planetelor minore/99101–99200 | 99101–99200 Lista planetelor minore/99101–99200 | 99101–99200 Lista planetelor minore/99101–99200 | 99101–99200 Lista planetelor minore/99101–99200 | 99101–99200 Lista planetelor minore/99101–99200 | 99201–99300 Lista planetelor minore/99201–99300 | 99201–99300 Lista planetelor minore/99201–99300 | 99201–99300 Lista planetelor minore/99201–99300 | 99201–99300 Lista planetelor minore/99201–99300 | 99201–99300 Lista planetelor minore/99201–99300 | 99301–99400 Lista planetelor minore/99301–99400 | 99301–99400 Lista planetelor minore/99301–99400 | 99301–99400 Lista planetelor minore/99301–99400 | 99301–99400 Lista planetelor minore/99301–99400 | 99301–99400 Lista planetelor minore/99301–99400 | 99401–99500 Lista planetelor minore/99401–99500 | 99401–99500 Lista planetelor minore/99401–99500 | 99401–99500 Lista planetelor minore/99401–99500 | 99401–99500 Lista planetelor minore/99401–99500 | 99401–99500 Lista planetelor minore/99401–99500 | 99501–99600 Lista planetelor minore/99501–99600 | 99501–99600 Lista planetelor minore/99501–99600 | 99501–99600 Lista planetelor minore/99501–99600 | 99501–99600 Lista planetelor minore/99501–99600 | 99501–99600 Lista planetelor minore/99501–99600 | 99601–99700 Lista planetelor minore/99601–99700 | 99601–99700 Lista planetelor minore/99601–99700 | 99601–99700 Lista planetelor minore/99601–99700 | 99601–99700 Lista planetelor minore/99601–99700 | 99601–99700 Lista planetelor minore/99601–99700 | 99701–99800 Lista planetelor minore/99701–99800 | 99701–99800 Lista planetelor minore/99701–99800 | 99701–99800 Lista planetelor minore/99701–99800 | 99701–99800 Lista planetelor minore/99701–99800 | 99701–99800 Lista planetelor minore/99701–99800 | 99801–99900 Lista planetelor minore/99801–99900 | 99801–99900 Lista planetelor minore/99801–99900 | 99801–99900 Lista planetelor minore/99801–99900 | 99801–99900 Lista planetelor minore/99801–99900 | 99801–99900 Lista planetelor minore/99801–99900 | 99901–100000 Lista planetelor minore/99901–100000 | 99901–100000 Lista planetelor minore/99901–100000 | 99901–100000 Lista planetelor minore/99901–100000 | 99901–100000 Lista planetelor minore/99901–100000 | 99901–100000 Lista planetelor minore/99901–100000 |
| ----------------------------------------------- | ----------------------------------------------- | ----------------------------------------------- | ----------------------------------------------- | ----------------------------------------------- | ----------------------------------------------- | ----------------------------------------------- | ----------------------------------------------- | ----------------------------------------------- | ----------------------------------------------- | ----------------------------------------------- | ----------------------------------------------- | ----------------------------------------------- | ----------------------------------------------- | ----------------------------------------------- | ----------------------------------------------- | ----------------------------------------------- | ----------------------------------------------- | ----------------------------------------------- | ----------------------------------------------- | ----------------------------------------------- | ----------------------------------------------- | ----------------------------------------------- | ----------------------------------------------- | ----------------------------------------------- | ----------------------------------------------- | ----------------------------------------------- | ----------------------------------------------- | ----------------------------------------------- | ----------------------------------------------- | ----------------------------------------------- | ----------------------------------------------- | ----------------------------------------------- | ----------------------------------------------- | ----------------------------------------------- | ----------------------------------------------- | ----------------------------------------------- | ----------------------------------------------- | ----------------------------------------------- | ----------------------------------------------- | ----------------------------------------------- | ----------------------------------------------- | ----------------------------------------------- | ----------------------------------------------- | ----------------------------------------------- | ------------------------------------------------- | ------------------------------------------------- | ------------------------------------------------- | ------------------------------------------------- | ------------------------------------------------- |

| Predecesor: 98001–99000 | Lista planetelor minore 99001–100000 Semnificații ale numelor: 99001–100000 | Succesor: 100001–101000 |